# Torneo de Bastad 2012
El Swedish Open 2012 es un torneo de tenis. Pertenece al ATP Tour 2012 en la categoría ATP World Tour 250, y al WTA Tour 2012 en la categoría WTA International. El torneo tendrá lugar en la ciudad de Bastad, Suecia, desde el 9 de julio hasta el 15 de julio de 2012 en la sección masculina, y del 16 de julio al 22 de julio de 2012 en la sección femenina, sobre tierra batida.

## Cabezas de serie

### Masculino
| Preclasificado | Tenista          | Ranking |
| 1              | David Ferrer     | 5       |
| 2              | Nicolás Almagro  | 11      |
| 3              | Albert Ramos     | 43      |
| 4              | Jarkko Nieminen  | 44      |
| 5              | Mijaíl Kukushkin | 52      |
| 6              | Grigor Dimitrov  | 69      |
| 7              | Filippo Volandri | 79      |
| 8              | Adrian Ungur     | 81      |

- Los cabezas de serie están basados en el ranking ATP del 25 de junio de 2012.

### Femenino
| Preclasificada | Tenista                   | Ranking |
| 1              | Sara Errani               | 9       |
| 2              | Julia Görges              | 24      |
| 3              | Anabel Medina Garrigues   | 26      |
| 4              | Roberta Vinci             | 27      |
| 5              | Anastasiya Pavliuchenkova | 29      |
| 6              | Klara Zakopalova          | 32      |
| 7              | Mona Barthel              | 40      |
| 8              | Carla Suárez Navarro      | 41      |

- Los cabezas de serie, están basados en el ranking WTA del 9 de julio de 2012.

## Campeones

### Individual Masculino
David Ferrer vence a  Nicolás Almagro por 6-2 6-2.

### Individual Femenino
Polona Hercog vence a  Mathilde Johansson por 0-6, 6-4, 7-5.

### Dobles Masculino
Robert Lindstedt /  Horia Tecau vencen a  Alexander Peya /  Bruno Soares por 6-3 7-6(5).

### Dobles Femenino
Catalina Castaño /  Mariana Duque Mariño vencen a  Eva Hrdinova /  Mervana Jugic-Salkic por 4-6, 7-5, 10-5.